# Ripon, Wisconsin
Ripon är en ort i Fond du Lac County i delstaten Wisconsin, USA.